# Les Itinérantes
Les Itinérantes sont un trio vocal formé en 2017 et composé de Manon Cousin, Pauline Langlois de Swarte et Élodie Pont. Elles sont spécialisées dans l'interprétation a capella de chants originaux dans de nombreux styles musicaux, allant de la musique ancienne à la chanson française, de 1400 av. J.-C. à aujourd'hui, en 50 langues différentes.
Leur troisième album, Origines, est sorti le 19 janvier 2024 sur le label Mirare Productions (en) et il est l'album officiel du festival de la Folle Journée de Nantes 2024,.

## Biographie
Les Itinérantes se sont rencontrées à l'Académie internationale de comédie musicale de Paris et sortent leur premier album autoproduit Au Fil de l'Air en 2020.
Elles ont accompagné la cantatrice française Natalie Dessay à plusieurs reprises (lors de l'émission Symphonie pour la vie sur France 3, à l'Opéra National de Bordeaux ou encore lors de la Semaine du Son de l'UNESCO en 2021). Elles collaborent depuis 2019 avec l'ensemble musical irlandais Anúna (en) et participent ponctuellement à leurs concerts à l'étranger.
En 2021 sort leur deuxième album, Voyages d'Hiver, qui reprend des contes et des chants liés à la thématique de Noël et de l'hiver. Les Itinérantes sont accompagnées pour certains titres du percussionniste Thierry Gomar. À la suite de la collaboration avec Anúna, elles enregistrent l'EP Existence Shade avec Philip Barkhudarov et Sara Weeda.
Les Itinérantes entrent en 2022 en résidence au Centre culturel de rencontre d'Ambronay, et remportent en 2023 le premier prix de la catégorie acoustique et le Grand Prix du festival de musique vocale de Tampere.

## Discographie
- 2020 : Au Fil de l'Air
- 2021 : Voyages d'Hiver (Ambronay Éditions)
- 2024 : Origines (Mirare Productions)